# Fuga para o Egito (El Greco)
A Fuga para o Egito é uma pintura de c.1570 da Fuga para o Egito por El Greco, agora no Museu do Prado em Madrid. É uma de suas primeiras obras, datando de sua estadia em Veneza, e mostra a grande influência de Tintoretto e Jacopo Bassano, especialmente no fundo da paisagem. As nuvens e o cromatismo são semelhantes ao seu Cura do Homem Cego de Nascença, embora a maioria das tonalidades mostre a influência de Rafael e Michelangelo.

## Temática
Fuga para o Egito retrata a viagem bíblica do recém-nascido Jesus Cristo, juntamente com a Virgem Maria, sua mãe, e São José, conforme descrito no Evangelho de Mateus (2:13-23). O Evangelho descreve a fuga da Sagrada Família como resultado de uma visão de um anjo, que disse a José para trazê-los para o Egito, já que o Rei Herodes, o Grande viria para matar o menino Jesus (Mateus 2:13}). Segundo os relatos bíblicos, o Rei Herodes mandou matar as crianças que teriam aproximadamente a idade do Menino Jesus em um episódio conhecido como Massacre dos Inocentes. O  evangelista Mateus afirma que a Sagrada Família permaneceu no Egito até a morte do Rei Herodes quando então voltaram para a Galileia e se estabeleceram em Nazaré.